# Ilarion Bălăiță
Arhimandritul Ilarion Bălăiță (n. 7 martie 1886, Secuieni, Bacău – d. 8 august 1964, Mănăstirea Govora)  a fost stareț al mănăstirii Secu între anii 1912 - 1915.
Amintirea acestui monah este exemplară: pe când toți forțau trimiterea tuturor pieselor de tezaur spre instabila Rusie, și „au început să se strângă, cu înfrigurare, toate bogățiile țării românești, spre a fi trimise la Moscova, un singur om n-a voit să cedeze valorile ce le avea sub privirea sa: starețul mănăstirii Secul, din județul Neamțului. Așa au fost scăpate de la pieire odoarele acestei frumoase mănăstiri, între cari și acel vestit aer al lui Nes tor Ureche, mare vornic al țării de jos și al soției sale Mitrofana, din 1608 În zilele blagoslovitului Voievod Simion Movilă””. Numele starețului, care a văzut limpede și nu a avut încredere în Rusia țaristă, opunându-se cu hotărâre... ca să predea odoarele mănăstirii, este protosinghelul Ilarion Bălăiță.”  Astfel protosinghelul Ilarion înfruntând arestul, bătăile și schingiuirile anchetatorilor nu a trădat tainițele știute numai de bătrânii mănăstirii în care a fost depozitat tezaurul ce poate fi admirat astazi în muzeul de la Secu. Faptele Lui sunt lăudate peste ani de Membrii Academiei Române. Emilian Popescu, istoric, amintea astfel contribuția lui:  „ O bună parte din tezaurul României depozitat la Moscova este formată din bunuri bisericești, atât cu valoare de metale prețioase, cât și cu valoare artistică, culturală și istorică. Toate aceste valori au fost duse la Kremlin, la Moscova, și s-au reîntors în mică parte în 1935 și în 1956. Nu dețin o evidență asupra a ceea ce a venit înapoi, ca să pot face o comparație cu ceea ce a plecat. Însă, aș dori să relev faptul că atunci când s-a hotărât ca bunurile acestea ale bisericii să fie luate și duse la Moscova, s-a întâmpinat o rezistență destul de puternică prin anumite mănăstiri românești.”